# Johann III. Schiller
Johann III. Schiller OCist; (geboren im 16. Jahrhundert in Moosburg; gestorben 6. April 1611 in Linz) war ein österreichischer Zisterzienser. Von 1603 bis 1611 amtierte er als Abt des Klosters Wilhering.

## Leben
Johann Schiller war nach dem Erhalt der niederen Weihen im Mai 1597 und der Profess seit dem Jahr 1600 Prior im Stift Lilienfeld, sowie seit 1601 auch Pfarrer in Eschenau. Nachdem er zwischenzeitlich zum Stift Wilhering gewechselt und dort zum Administrator ernannt worden war, bat er im Juni 1603 um die seit 1600 nach dem Weggang von Abt Alexander vakante Stelle als Abt des Klosters Wilhering. Die Bestätigung durch Kaiser Rudolf erhielt er am 21. Januar 1605, die Benediktion nahm Generalvikar und Abt Paul Schönebner vom Stift Heiligenkreuz am 6. April 1606 vor. Nach seinem Tod am 6. April 1611 wurde er im Chor des Klosters beigesetzt. Bis zur Wiederbesetzung der Abtei Wilhering durch Anton Wolfradt als neuer Abt des Stiftes am 14. April 1612, fungierten der Prior Johann Lanzendorfer und der Hofrichter Augustin Resch als Administratoren, als welche sie noch am 24. Juli 1611 urkundlich in Erscheinung treten.